# Pluton egzekucyjny

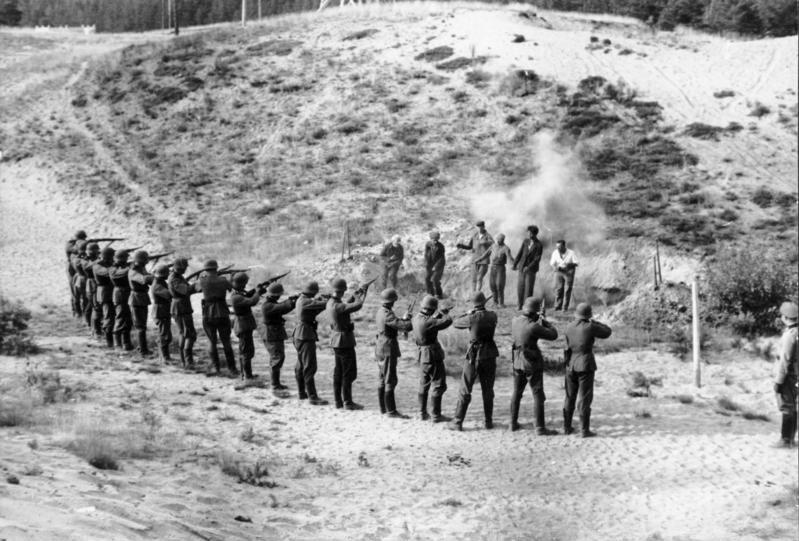
Rozstrzelanie radzieckich partyzantów przez niemiecki pluton egzekucyjny (1941)

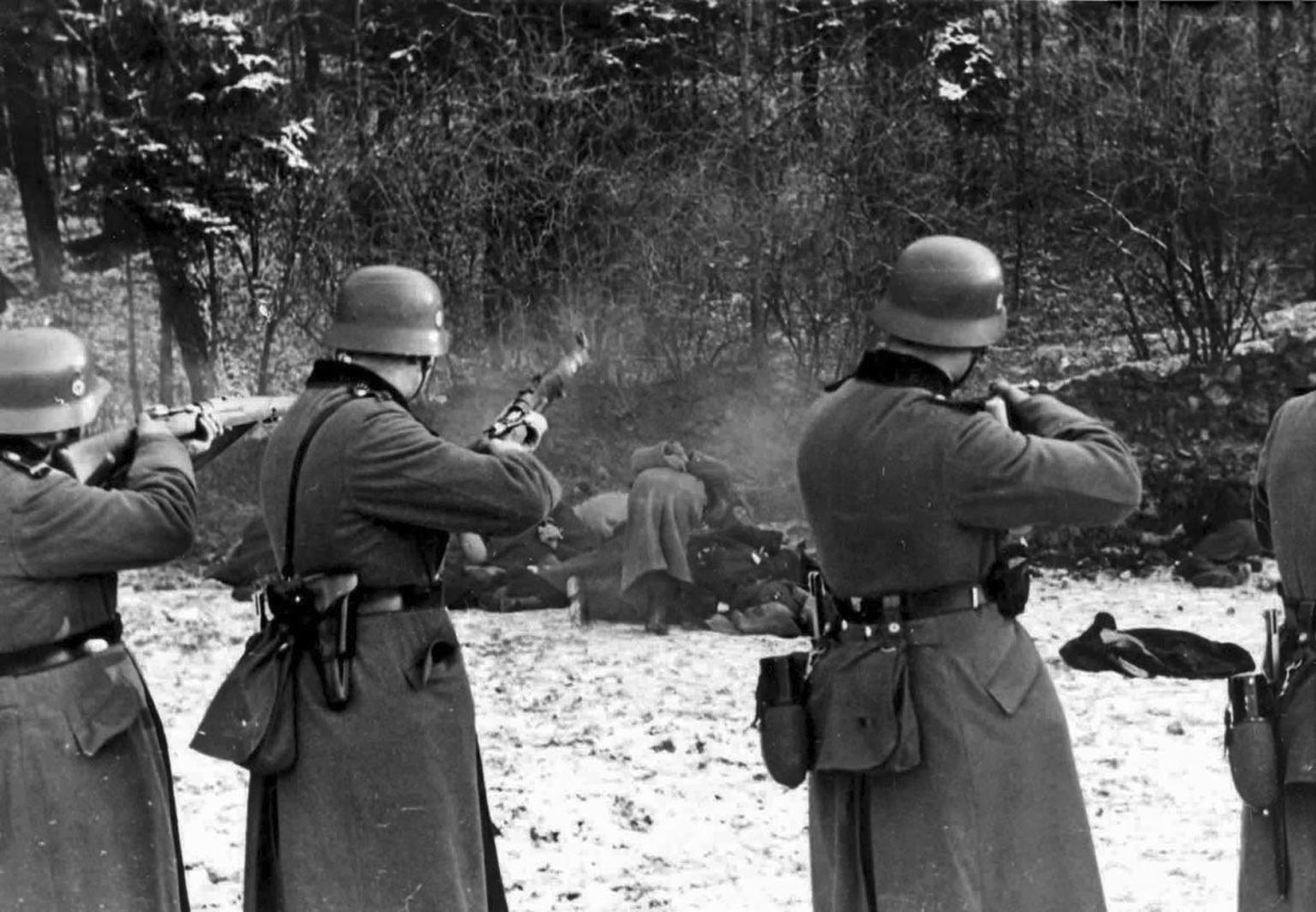
Zbrodnia w Bochni popełniona przez niemiecki pluton egzekucyjny (1939)

Pluton egzekucyjny – grupa osób (zazwyczaj żołnierzy lub członków innych organizacji zbrojnych) wyznaczona do wykonania kary śmierci poprzez rozstrzelanie.

## Charakterystyka
Rozstrzelanie przez pluton egzekucyjny jako usankcjonowania prawnie forma wykonania wyroku kary śmierci zarezerwowana była zwykle dla żołnierzy. Przez wieki siły zbrojne różnych państw wykorzystywały taką formę egzekucji do eliminowania ze swoich szeregów osób, które dopuściły się zdrady, niesubordynacji, dezercji lub zbrodni takich jak gwałty i zabójstwa. Chociaż współcześnie, wraz z ograniczaniem wymierzania kary śmierci wykorzystywanie plutonów egzekucyjnych uległo niemal zanikowi, nadal zdarzają się państwa gdzie praktyka ta jest stosowana. 
Wykorzystanie plutonów egzekucyjnych nie zawsze powiązane jest wyłącznie z wojskiem, a w niektórych systemach prawnych stanowiło formę egzekucji wymierzaną również cywilnym przestępcom. Współcześnie za przykład takiego rozwiązania może posłużyć prawodawstwo stanu  Utah w Stanach Zjednoczonych, gdzie w 2015 roku przywrócono wykonywanie kary śmierci z wykorzystaniem plutonu egzekucyjnego, w przypadku braku mieszanek trucizn stosowanych standardowo.
Plutony egzekucyjne popularnie wykorzystywano również do działań bezprawnych, takich jak zbrodnie wojenne, masakry czy też w ramach szerszych zbrodni jak ludobójstwo.

### Forma wykonywania wyroku

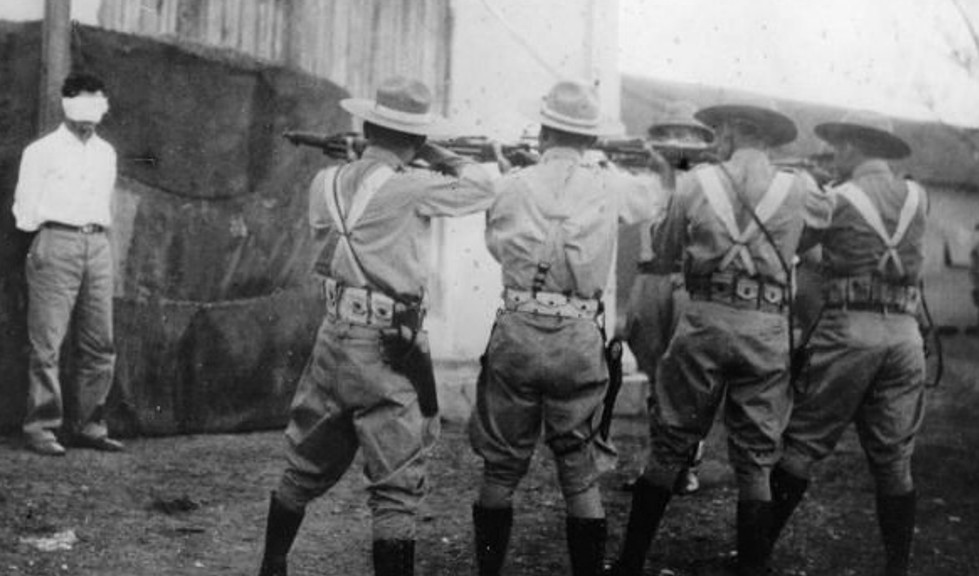
Rozstrzelanie skazańca w czasie rewolucji kubańskiej

Zazwyczaj skazańca lub skazańców ustawia się lub sadza przy murze lub innej solidnej przeszkodzie (pełniącej funkcję kulochwytu), często zasłaniając im przy tym oczy opaską. Użycie opaski uniemożliwiającej skazanemu obserwację członków plutonu jest istotne dla wykonujących wyrok, redukując stres związany z bezpośrednim kontaktem z ofiarą jednocześnie zapewniając pewien aspekt anonimowości. Pluton egzekucyjny wykorzystując broń strzelecką najpierw mierzy do skazanego a następnie na rozkaz dowodzącego oddaje salwę w jego kierunku. W przypadku gdy ofiara przeżyła salwę, jest ona z reguły dobijana przez dowodzącego strzałem z bliskiej odległości.
Chociaż każdy członek plutonu egzekucyjnego zobowiązany jest do oddania strzału, zdarza się że losowo jeden z nich otrzymuje broń załadowaną ślepym nabojem, dzięki czemu poszczególni wykonawcy wyroku nie mają pewności że to właśnie oni dokonali śmiertelnego postrzału.